# Космонавтика

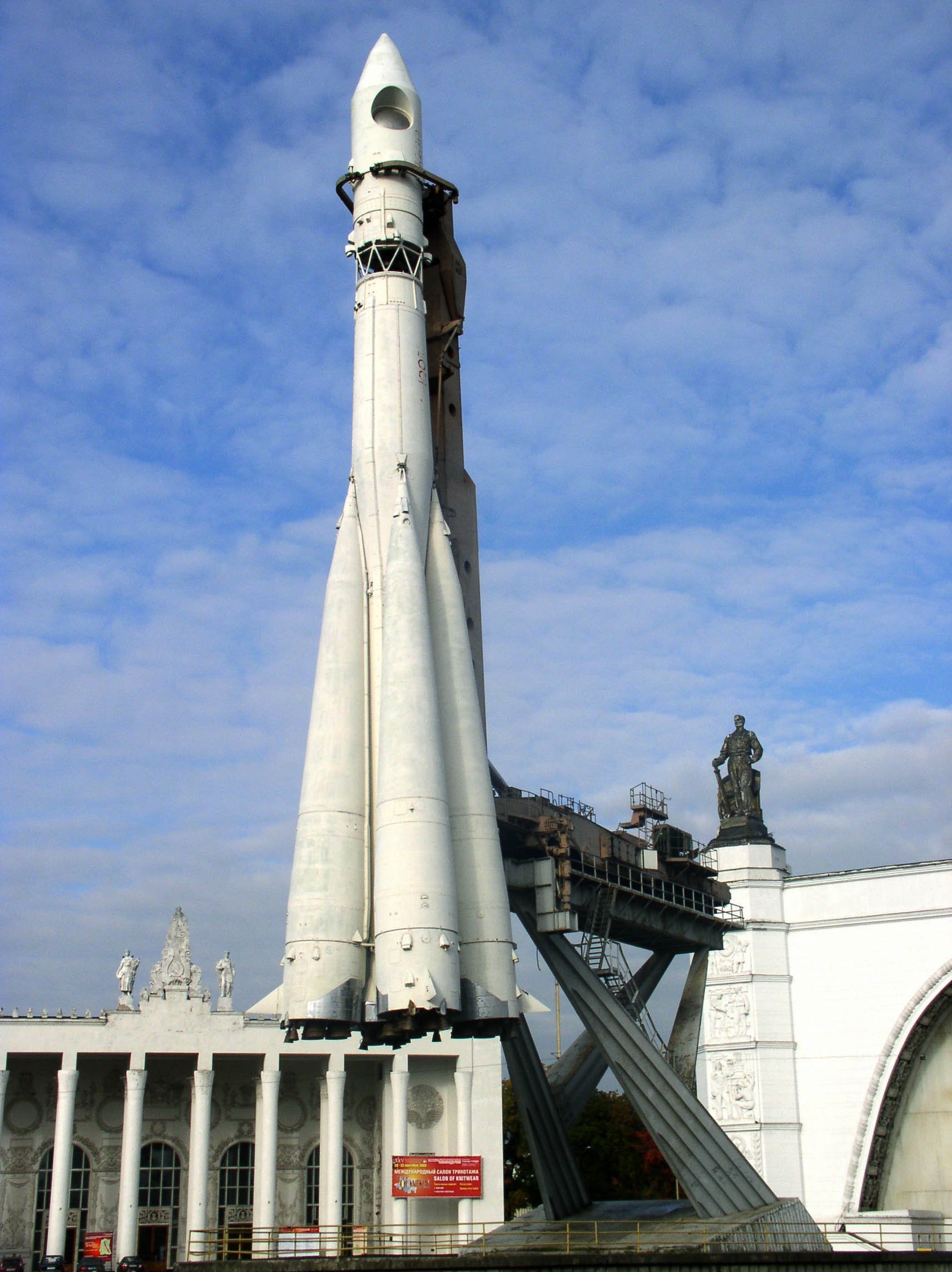
Макет ракеты «Восток» в Москве на ВДНХ.

Космона́втика (от греч. κόσμος — Вселенная и ναυτική — искусство мореплавания, кораблевождение) — теория и практика навигации за пределами атмосферы Земли для исследования и освоения космического пространства при помощи автоматических и пилотируемых космических аппаратов. Другими словами, это наука и технология космических полётов.
В мировую науку термин «космонавтика» ввёл в оборот в 1933 году А. А. Штернфельд в своей монографии «Введение в космонавтику» (фр. «Initiation à la Cosmonautique»), представленной в докладе, прочтённом 6 декабря 1933 года в Варшавском университете. Изначально написанная на французском языке (автор выпускник университета Нанси), в 1934 году его работа была удостоена премии французского астрономического общества, а в 1937 году издана в СССР. В её переводе на русский язык участвовал один из пионеров советской ракетной техники Г. Э. Лангемак.
Основу ракетостроения заложили в своих трудах в начале XX века Константин Циолковский, Робер Эсно-Пельтри, Герман Оберт и Роберт Годдард. Важнейшим прорывом стал запуск в СССР с космодрома Байконур первого искусственного спутника Земли 4 октября 1957 года — «Спутника-1».
Грандиозным свершением и отправной точкой развития пилотируемой космонавтики стал полёт советского космонавта Юрия Алексеевича Гагарина 12 апреля 1961 года. Другое выдающееся событие в области космонавтики — высадка человека на Луну — состоялось 21 июля 1969 года. Американский астронавт Нил Армстронг сделал первый шаг по поверхности естественного спутника Земли со словами: «Это маленький шаг для одного человека, но огромный скачок для всего человечества».

## Этимология
В СССР термин «космонавтика» на русском языке был введён в научный оборот в изданной в 1937 году работе Ари Абрамовича Штернфельда «Введение в космонавтику» (фр. «Initiation à la Cosmonautique»). Умерший в 1935 году К. Э. Циолковский успел прочесть её в оригинале при жизни: учёные состояли в переписке и высылали друг другу свои труды. Благодаря Штернфельду в русский язык также вошли слова «космонавт» и «космодром». В СССР, куда уроженец Калишской губернии Российской империи Штернфельд переехал из уже заграничной Польши в 1935 году, использовали в те годы словоформу «астронавтика» и поначалу отвергали это нововведение. Даже Яков Перельман упрекал Штернфельда в том, что тот запутывает вопрос, выдумывая неологизмы вместо устоявшихся названий: «астронавтика», «астронавт», «ракетодром».
В словарях слово «космонавтика» отмечено с 1958 года. В художественной литературе слово «космонавт» впервые появилось в 1950 году в фантастической повести Виктора Сапарина «Новая планета».
В целом, в русском языке -навт, -навтик(а) утратили своё значение (какое эти слова имели в греческом языке) и превратились в подобие служебных частей слова, вызывающих представление о «плавании» — как то «стратонавт», «акванавт» и т. п.

## Космонавтика как теоретическая техническая дисциплина
Несмотря на то, что космонавтику считают узкоспециализированной темой, инженеры и учёные, работающие в этой сфере, должны иметь знания во множестве областей знания. Космонавтика как теоретическая техническая дисциплина включает:
- астродинамику, раздел небесной механики, изучающий движение искусственных космических тел: искусственных спутников, межпланетных станций и других космических кораблей;
- теорию двигательных установок космических аппаратов;
- конструирование космических аппаратов;
- теорию автоматического управления в применении управлению космическими аппаратами;
- учёт влияния космической погоды на космическую технику и космонавтов;
- космическую биологию.

## История

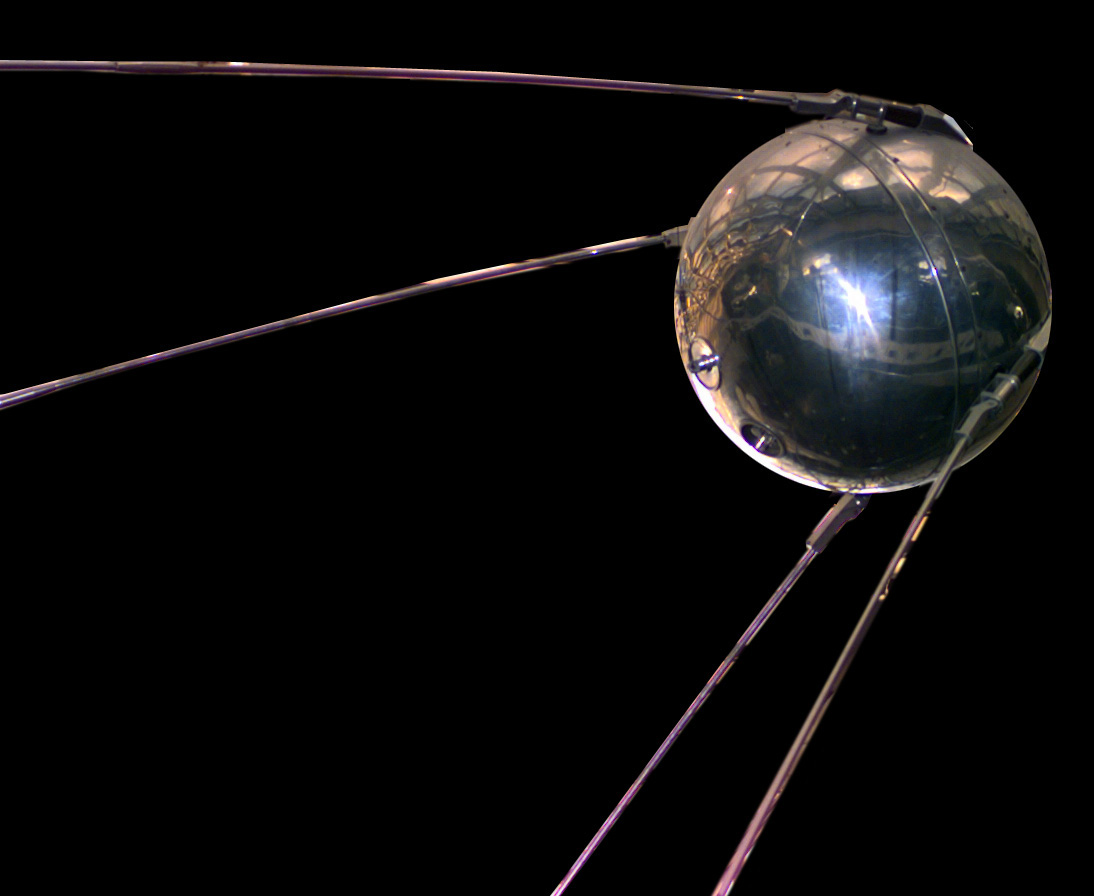
Макет первого искусственного спутника Земли.

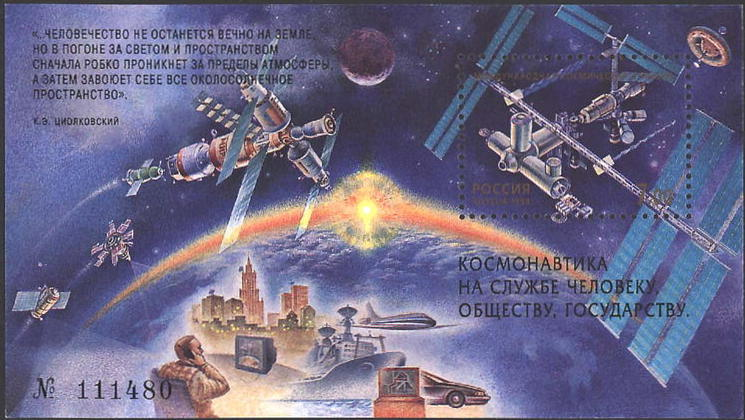
Космонавтика на рубеже XX и XXI веков на почтовом блоке России 1999 года, с изображениями орбитальной станции «Мир» (слева) и проекта МКС (справа, на марке)

Идея космических путешествий возникла после появления гелиоцентрической системы мира, когда стало ясно, что планеты — это объекты, подобные Земле, и таким образом, человек в принципе мог бы посетить их. Первым опубликованным описанием пребывания человека на Луне стала фантастическая повесть Кеплера «Somnium» (написана 1609, опубликована 1634). Фантастические путешествия на другие небесные тела описывали также Фрэнсис Годвин, Сирано де Бержерак и другие.
Теоретические основы космонавтики были заложены в работе Исаака Ньютона «Математические начала натуральной философии», опубликованной в 1687 году. Существенный вклад в теорию расчёта движения тел в космическом пространстве внесли также Эйлер и Лагранж.
Романы Жюля Верна «С Земли на Луну» (1865) и «Вокруг Луны» (1869) уже правильно описывают полёт Земля—Луна с точки зрения небесной механики, хотя техническая реализация там явно хромает.
23 марта 1881 года Н. И. Кибальчич, находясь в заключении, выдвинул идею ракетного летательного аппарата с качающейся камерой сгорания, способного совершать космические перелёты. Его просьба о передаче рукописи в Академию наук следственной комиссией удовлетворена не была, проект был впервые опубликован лишь в 1918 году в журнале «Былое», № 4—5.
Конец XIX и начало XX века были ознаменованы работами «пионеров космонавтики» (Циолковского, Цандера, Оберта, Годдарда и многих других). Было теоретически обосновано использование ракет как основного средства для космических полётов, применение жидкостных ракетных двигателей как имеющих значительно больший удельный импульс, чем традиционные пороховые ракетные двигатели, необходимость многоступенчатых ракет. Изучались вопросы жизнеобеспечения в космосе, влияние перегрузок и невесомости на человека.
В 1920-х — 1930-х годах создаются первые экспериментальные ракеты на жидком топливе. Значительным прогрессом стало создание ракеты «Фау-2» (первый запуск в 1942 году), которая не только была намного больше предшественников, но и имела систему наведения.
Во время «Холодной войны» создание больших ракет стимулировалось необходимостью доставки ядерных боеголовок. Межконтинентальные баллистические ракеты и стали средством запуска первых искусственных спутников Земли.